# دینا اسکانفیلد
دِینا اسکانفیلد (به انگلیسی: Dana Schoenfield) (زادهٔ ۱۳ اوت ۱۹۵۳) شناگر اهل ایالات متحده آمریکا و دارندهٔ مدال نقرهٔ المپیک ۱۹۷۲ مونیخ در رشتهٔ شنای قورباغه بود.